# Eutomopepla albicollaris
Eutomopepla albicollaris är en fjärilsart som beskrevs av W. Warren 1905. Eutomopepla albicollaris ingår i släktet Eutomopepla och familjen mätare. Inga underarter finns listade i Catalogue of Life.